# ぼくは王さま
『ぼくは王さま』（ぼくはおうさま）は、理論社から発売されている寺村輝夫の長編童話。
続編と併せて「王さまシリーズ」の名（理論社の広告では「王さまの本」）で知られるため、当稿ではシリーズ全体を紹介する。児童文学ということもあり、正式な表記は「王様」ではない。挿絵については、特筆していない部分は全て和歌山静子によるが、本の形態が変わるたび、同じ話のために和歌山がほとんど毎回違う挿絵を描き直している。出版社については、特筆していないものは理論社による。理論社以外の出版社から出た理由としては、理論社がシリーズとしてまとめる前に各出版社で執筆したか、理論社の人気シリーズとなった後他社にライセンスされたか、どちらかである（詳細は後述）。

## 作品誕生のきっかけ
デビュー後の寺村の作品はしばらくの間、お世辞にも面白いと言えない堅いものだったが「幼児のための童話集」編集長の松居直から二度も没をくらい「あなたが面白いと思うものを書いていいんですよ」の一言で開眼。三度目はたった一晩の約2時間で、規定ページ数が5ページだった所を8ページまでオーバーしつつ、ほとんど書きなぐりだった。この「ぞうのたまごのたまごやき」は、1959年に『母の友』に掲載され、業界の前評判は大変悪かったが、一度出版された後はたちまち子供の心をつかみ、以後寺村のライフワークとなった。
この作品の誕生の瞬間を、早大童話会時代から生涯の親友だった大石真は、「寺村輝夫という人が、なんと妙な作品を書いたものだ」「自分だけの鉱脈を掘り当てた作家は幸せである」と評している。

## 概要
どこかの国に住む、どこかの王さまが主人公。城や衣装は中世ヨーロッパ風だが昔話ではなく、テレビ、コンピューター、近代兵器なども登場する。国の中には町が2つ、村が3つある。この国にはゾウやライオンがいるが、隣の国にはいない。この作品世界の雪は雲で作られるのでなく、ヤンコ星という星で作られる。ヤンコ星にもヤンコ星の王さまがいる。
作品の舞台が、お城からいきなりアフリカに飛ぶことがよくある。これは寺村がアフリカ好きであるためで、動物別ではライオンもよく出るが、ゾウのほうが出番が多い。ある話の設定が別の話には用いられないなど、その話限りの設定が用いられることが多い。エピソードにより長さが大きく異なるのも当シリーズの特徴である。本の体制によりページ数は微妙に異なるが、一番長いのは『魔法使いのチョモチョモ』で約200ページ（これだけ長い理由は後述）、一番短い話では約4ページである。また寺村は執筆中のページ数も把握しており、作品集として出す時にキチンと計算していたという。

### お城
王さまのスケジュールは全て「朝ごはんの時間」「べんきょうの時間」など細かく割り当てられており、王さまはいつも大臣にせかされて何とか毎日を暮らしている。そのスケジュールの知らせは、ラッパによる「テレレッテ、プルルップ、トロロット、タッター」（書かれるたび微妙に異なる）。当シリーズで最も有名な文言であり、寺村も独特の擬音には凝っていると語っていた。寺村の葬式でも和歌山が悼辞で読み上げている。
他に昼の鐘は「じゃらんぽ、がらんぽ、じゃらんぽ、がらんぽ」または「ごわーん、ほろんほろんほろん」、夜のチャイムは「チャーイム、チャーイム」。兵士の出動時にはサイレンも鳴る。時計台はこの国の標準時となっており、時間を確認するには電話で聞く手間が必要。時計台が壊されると時間がわからない。国民全員は7時に起きねばならず、違反すると投獄。就寝は見張りの兵士を除き8時（エピソードによっては9時もある）。時計台の中には、王さまと大臣しか知らない秘密の宝物庫があるはずだったが、後のシリーズでは王さまでも近寄ったらダメと大臣が言っていた。
池があり、外を流れる川と繋がっている。「ウソとホントの宝石ばこ」「モルト星の石」では、ストーリー展開に重要なアイテムが城に入ってくる原因となった。また電話もあり、隣の国と繋がっているが、ある時は電話機自体が大臣の部屋とコックの厨房にしかなかったり、別の話では王さまの目前にあったりする。
図書室もあり、何か調べるときに博士がよく使う。王さまも調べ物をしたことがある。ただし『王さまゆめのひまわり』でまた城の隣に図書館が作られた。王さまが大の玉子好きであるため、にわとり小屋もある。にわとり小屋からにわとりやヒヨコが逃げ出して王さまを追っかけたり、別に不思議な出来事も起きていないのに王さまがにわとりと会話したこともある。この他城内に動物園もあり、国民も利用可能。

## 登場人物
登場人物名は、原作とアニメ版で異なる場合、原作 / アニメ版（特記がない限りOVA版）におけるものの順に記載する。また、「声」はアニメ版における担当声優で、特記がない限りOVA版 / テレビアニメ版における者の順に記載する。

### すべてのシリーズに登場する人物
王さま
声 - 坂本千夏 / チョー
本作の主人公。年齢と姿は確かに王さまだが、どう見ても子供としか思えないわがままぶりである。初期の前書きは、例えば「どこのおうちにもこんな王さまが ひとりいるんですって」「あっ!だれかさんに、そっくり」等。この前書きで、のぞきこむ王さまの向こうが子供になっている挿絵を和歌山が描いたことがある。口癖は「わしは世界じゅうでいちばんえらい王さまだぞ」「いうことをきかないと、ろうやにいれるぞ」。返事をする時は「あ、うん」。第一シリーズ末期からは一人称が「ぼく」に変わるが、これは読者の質問・苦情や出版社の要望の影響である。卵は毎日食べるほど大好きだが、野菜が大嫌い（ただし話の展開上卵をしばらく食べなかったり、野菜を食べたこともある）。「針より細いにんじんスナック」をつくれ、などとムチャな注文をすることもある。チーズも嫌いなようである。また何かするたびにチョコレートを一粒食べる癖があり、チョコレート工場が、これまで不当に食べたトラック三台分のチョコを回収していったことがある。「パクパクとバタバタ」によると「何でも（数が）多い方が好き」。注射が嫌いなため、病気になっても甘い飲み薬しか飲まない。勉強嫌いでもある。「にんぎょうはおれがぬすんだ」を「にんぎうはおれがねすんだ」と書いたことがある。動物ではライオンなども猛獣だから怖いが、直接嫌がる筆頭はネズミ。ネズミのおしっこが入ったたまごやきを食べてしまったり、駆除のために国で一番偉い猫を雇ったことがある。王冠にはドンモヤイダという、世界に一つしかない宝石がつけられている。「ウソとホントの宝石ばこ」では、ウソをしまっておける宝石箱を持っていた。車は運転出来る。これは「ニセモノばんざい」でオートバイの練習をさせられたため。本を読むときは眼鏡をかけるが、忘れやすいので結局ほとんど使わない。秘密の宝として、金の卵を持っている。特定の職業にあこがれ「大臣、わしも○○○をやるぞ」とだだをこね、結局疲れるのでやめてしまうのは、第一シリーズによく見られたパターン。こうした話のサブタイトルは大体「王さま○○○」である。いつも城で暮らしているので貨幣価値を知らず、サーカスやタクシーに料金が必要だということで、もめごとになったことがある。その反面、「めだまやきの化石」で、となりの国の大臣からもらった百万円をポンと渡していた。裁判は王さまが行うことになっているが、王さまが被疑者の場合は大臣に裁かれる。博士の作った薬により透明人間になったことが二度ある。一度目は「とうめいにんげんの10時」で自らの意思により30分。二度目は『魔法使いのチョモチョモ』で魔法と科学の連鎖反応により、本人の意思と無関係に幽体離脱、2度目はなかなか戻れなかった。両親は『王さま魔法ゲーム』の冒頭で少し触れられており、毎年正月の朝にしか会えず、兄弟姉妹が5人いるという。
大臣 / ワン大臣（OVA版）、ホウ大臣（テレビアニメ版）
声 - 田の中勇（ワン大臣） / 松山鷹志（ホウ大臣）、佐々健太（ワン大臣）、山本兼平（ツウ大臣）
「ぞうのたまごのたまごやき」では、ワンさん / ワン大臣（テレビアニメ版）、ツウさん / ツウ大臣（テレビアニメ版）、ホウさん / ホウ大臣（テレビアニメ版）が登場したが、以後一人に。和歌山の挿絵では白髪のおかっぱ頭である。王さまの面倒を見ているが、上記の通りの性格の人物であるだけに命令もできないので、いつもお願いを聞いてもらおうと苦労している存在。大臣の部屋は王さまの部屋の隣。ただしこの部屋がコック（いつものコックでなく宇宙人の暗殺者）や手のひらサイズのゾウのものになったことがある。結婚しており、子供がいる。「電話にでるのやめた」によると、ケーキが大嫌い。「ちいさな王さま」シリーズでは直接出てくるだけでなく、朝起きるシーンではテレビ画面に出ることもある。
コック / ツーコック
声 - 塚田正昭 / 佐々健太
王さまのために毎日玉子料理を作るため、食事のシーンが多いことから、大臣に次ぐ最重要レギュラー。ヒゲがない他は、王さまとそっくりの顔をしている。ただし後のシリーズではヒゲがついたり、髪を後ろで縛るなど外見が変化した。自らバイクで材料の買出しに出かけるくらい、城で一番運転がとくい。顔立ちが似ているため、王さまの身代わりを務めたこともあったが、オートバイレースの時は思いあがって本物の王さまを追放してしまう。にわとりが卵を産まなかったために卵料理が作れなくなったり、王さまの嫌いな野菜を食べてもらおうと細かく刻んだら、混ぜ込んだのを全部取り除いた上に数を数え上げられ、怒った王さまに投獄されたこともある。料理人でありながら大臣同様タバコを吸う。
博士 / ホー博士
声 - 茶風林 / 長克巳
城の隅に研究室を持ち、日夜研究に明け暮れている。本人および王さまいわく「世界一頭がよい」とのこと。作品設定が非現実であるためか、第一シリーズの初期から中盤にかけては出番がかなり多い。
王さまの無茶な要求や、無茶な要求によるとばっちりを何とかしたい大臣たちの依頼を受けるが、科学者ゆえの好奇心のためか、依頼に対してはほとんど反発せずに発明してくれる。人間そっくりのロボットを作ったこともあるが、一体は作るけど二体以上は手間がかかるので嫌だとのこと。劇中最も困難と思われる発明は前述の透明人間になる薬で、調合に百年もかかる物質まで使い、三日間かけて作り出した。『魔法使いのチョモチョモ』では当初魔法を否定していたが、「まほうのレンズ」では魔法を科学として使っている。王さまの理科の先生でもある。大臣と博士は、挿絵が和田誠から和歌山に交代した時も基本的外見が受け継がれ、以後和歌山の絵では全シリーズを通して、外見が全く変わらなかった。
お医者さん / ドクター・リー
声 - 水谷優子（OVA版）
朝の健康診断を担当。体調をくずすことも頻繁な王さまに対し、診断結果が少しでも悪いと注射をするため、やはり王さまに敬遠されている。コックや博士同様、最古参レギュラーだが、和歌山の挿絵では外見が頻繁に変わっている。
先生 / テン先生
声 - 井上喜久子（OVA版）
勉強の時間に王さまに勉強を教え、問題の答えを間違えると怒る怖い先生。エピソードによっては教科別に先生がいる。
隊長と兵隊 / ベン隊長と兵隊
声 - 玄田哲章（ベン隊長） / 佐々健太（隊長）、山本兼平（兵隊）
隊長はヒゲづらで貴族のような格好で、約100人いる兵隊は近代兵器まで持っている軍隊であるにもかかわらず、昔ながらのプレートメールのような鎧を着ている。毎日お城を守っているはずであるが「ウソとホントの宝石ばこ」によると、一度も戦ったことがなく弱い。夜は全員で酒を飲んで宴会をしている。
そうじのおばさん / おそうじおばさん
声 - 堀越真己 / 新井里美（ナレーションと兼任）
名前通りの外見と役目を背負っている。出番は「ちいさな王さま」シリーズやアニメ版の方が多い。
床屋
王さまの髪がのびると散髪を担当。男性で、結婚しているらしい。散髪中に眠っていた王さまが飛び起きたため、ヒゲをそり落としたことがあるが、見ていた夢がひどいものであったために「これくらいなら」とお咎めなしであった。「消えた二ページ」では大臣達と共に重要なキャラの一人となった。
王子
「ぞうのたまごのたまごやき」の冒頭で誕生したことになっているが、以後「ウソとホントの宝石ばこ」で少し言及された以外は出番なし。王さまが結婚して授かった可能性もあるが、これを踏まえると「ちいさな王さま」シリーズの王さまも、王子であるといえる可能性もある。
となりの国のお姫さま
『王さまびっくり』からセミレギュラーとして登場。王さまは淡い恋心を抱いているが、むしろ女友達に近い。「めだまやきの化石」では一緒に活躍。『王さまかいぞくせん』ではさらわれてしまったため、王さまが奪還に出かけ、結局結婚することになった。挿絵の外見が第一シリーズではおとなしめ、第二シリーズではやや活動的に変更されている。
となりの国の王さま
声 - 稲田徹（テレビアニメ版）
主人公の王さまとは対照的にきちんとした王さまで、となりの国のお姫さまの兄にあたる。こちらの王さまに対し、前述のドンモヤイダを狙って軍事侵攻したり、優れた性能のオートバイが出来た時はバイク競争を挑んで来たりした。また六つの金の卵の一つは、となりの国の王さまにあげている。

### 一部のシリーズに登場する人物
チョモチョモ
声 - 渕崎ゆり子（OVA版）
小人のサイズをした魔法使いで、年齢は28972歳。『ヘンゼルとグレーテル』と世界観が繋がっており、かまどで焼かれたおばあさん魔女は326900歳だと説明している。火が大嫌い。呪文は「ズーダラ、ビーダラ、ローズル、ロー」で、人に憎まれたら魔法使いとして一人前だと言う。当初は『魔法使いのチョモチョモ』のみのメインゲストだったが、『王さままほうが大すき』で何と26年ぶりに再登場した。またその直前に『王さま魔法ゲーム』にもサラーマという魔女が登場。呪文もほとんど同じだが微妙に違う。ネーミングは、長男が幼いころ自分の本名を上手く言えず、「チョモ」となまったのが由来（王さま以外の作品によく登場する「トムくん」も長男の名のもじり）。
警察署長、消防署長、図書館長、動物園長
第二シリーズのみの新レギュラーで、何故かみな城におり、会議にも出てくる。レギュラーと言っても警察署長が犯罪捜査に出てくる程度で、コックや博士ほどの活躍はしない。
洗濯係のおねえさん
「ちいさな王さま」シリーズに登場。演出の関係上、そうじのおばさんの次に出てくることが多い。
エミちゃん
「ちいさな王さま」シリーズに登場。王さまのクラスメイト。

## シリーズ
ここで使用しているシリーズ名は「王さまの本III」「ちいさな王さま」シリーズ以外は便宜上つけたもので、理論社やファンの慣例ではない。表題作のタイトルは、第一シリーズ新版以外はほとんど言い回しが統一されており、区別しやすくなっている。かっこ内は個々の短編の発表年月でなく、作品集としての発行年月。フォア文庫版は第一シリーズ旧版・第二シリーズ・ちいさな王さまシリーズの3シリーズを基本に作られているため、この3シリーズに対し、表題作や収録形態が一部変更されている所のみ解説する。他の作家と共にアンソロジーとして収録されているケースは非常に多いので、原則として略した。またそうした場合、作品名の表記が「ハアト星のはな」「魔法使いのチョモチョモ」など、微妙に変更されることが多い。

### 第一シリーズ旧版
シリーズの初期は順序と発行年がそろっていないものがあるが、これは長い年月をかけてシリーズがそろえられたためである（事情の一部については後述）。
ぼくは王さま（作品集初版1961年→シリーズ化1974年）
前述の『ぞうのたまごのたまごやき』が発表された後、これを読んだ今江祥智が理論社初代社長の小宮山量平に掛け合い、刊行が実現する。続編を何本か収録し、第一シリーズ旧版で最初の作品集として出版された。挿絵は初代画家の山中春雄が43歳で他界(殺人被害)してしまったため、シンプルな直線が目立つ和田誠が担当、寺村の知人の教師の教え子にあたる（和田は他にも寺村の初期作品『ノコ星ノコくん』を担当）。さらに初版ではこのシリーズは寺村以外もすべて、表紙のみ長新太だった。小宮山は自社書籍の出版記念パーティーには出席しないポリシーだったが、当時としては極めて奇抜な内容の作品だったため、業界の批判に対してのフォローをする目的でパーティーに出席したが、幸運にも杞憂に終わった。この時藤田圭雄は「この作品は不思議だ。読むと面白いが、閉じると忘れてしまう。しかしまた開くと、面白さが沸いてくる」と語っている。以降のシリーズに対し当巻だけは和田の挿絵が続いたが、旧版の末期増版から和歌山に交代している。
- ぞうのたまごのたまごやき - 『母の友』に掲載
- しゃぼんだまのくびかざり - 『日本児童文学』に掲載
- ウソとホントの宝石ばこ - 『日本児童文学』に掲載
- サーカスにはいった王さま

王さまばんざい（小学生文庫版1961年→シリーズ化1975年）
基本設定はほぼ固まっている。和歌山の挿絵はこの時が初めてで、デッサンが異なる、王さまの髪の毛などベタ（黒い部分）が塗られていないといった違いがある。この小学生文庫版は旧版と比べ約二倍の厚さがあり、後に旧版として作り直す際に『王さまばんざい』と『王さまロボット』に分割された。フォア文庫版の表題作は当初、人気エピソードである『おしゃべりなたまごやき』を使ったが、表題作からシリーズ全体の一貫性が判りにくいため、1998年版からは『王さまばんざい おしゃべりなたまごやき』に改められた。台湾でも台湾英文雑誌社から1995年に発売されている。
- おしゃべりなたまごやき - 福音館書店版が初出。最も人気の高いエピソードの一つで、シングルカットやアニメ化の対象にもなっている。またラストシーンの小道具が目玉焼きであるため、「おしゃべりなめだまやき」という題名で出た本も存在する。
- 木の上にベッド
- クジラのズボン
- きんのたまごが6つある
- なんでもほしいほしがりや
- パクパクとバタバタ - アンソロジー「新編童話教室」（1967年、実業之日本社）では「ぱくぱくとばたばたのはなし」の題で収録。
- ニセモノばんざい
- わすれたわすれんぼ - アンソロジー「よみうりどうわ」（1967年、盛光社）では「王さまのわすれんぼ」の題で収録。
- いいことないしょで
- ひとつぶころりチョコレート
- 王さまどうぶつえん

王さまロボット（シリーズ化1975年）
当巻のエピソード収録の事情（順番）については、そうさくS・F童話『ハアト星の花』と小学生文庫版を参照。
- なんでもロボット
- ヤンコ星の雪
- ガルメ星のどく
- モルト星の石
- ハアト星の花
- とうめい人間の10時

王さまびっくり（1974年）
当巻からはエピソードの大半が書き下ろしとなっている。
- 王さまびっくり - 後述する「王さまのカラー童話」の「びっくり しゃっくり」が初出。
- カレンダーは日よう日 - 「王さまのカラー童話」が初出。
- たまごがいっぱい
- たんじょう日のプレゼント
- わるい子になりたい
- まほうのレンズ
- 見てはいけないたまごやき

王さま名たんてい（1977年）
- 王さまめいたんてい
- さんすうのじかんです
- ひみつのフライパン
- こいのぼりの空
- めだまやきの化石

王さまたんけんたい（1978年）
- ねずみが大さわぎ
- こいのぼりのそら
- むくむくもこぞう
- とけいがぐるぐる
- 王さまでかけましょう - 『おうさまでかけましょう』（フレーベル館、1979年）が初出。また1986年から1999年まで、光村図書の小学2年生用教科書『こくご上』に収録された。

- 王さまたんけんたい

王さまレストラン（1981年）
- 王さまレストラン
- くじらのオムレツ - 卵を中心とした寺村のエッセイ『王さまの料理読本』（みずうみ書房、1979年）が初出。
- 空をとんだトースト
- 王さまのくいしんぼう
- トランプは王さまぬき

王さまパトロール（1984年）
- 王さまパトロール
- なみだのピッチョン
- 王さましょうぼうたい
- ゆめの中でゆめ
- 王さまタクシー

まほうつかいのチョモチョモ（実業之日本社1969年→理論社1985年）
基本設定とイントロは同じだが、いつもの性格でも魂だけ幽体離脱してしまった王さまと、博士の強引な治療で抜け殻から暴君になった王さま二人に分離してしまう。びわの実会時代の仲間である松谷みよ子が、本作を再録したポプラ社「寺村輝夫童話全集」IIIの解説文で語る所によると「解説文を書く前に、本作の初出作品である『びわの実ノート』連載分とを読み比べてみたが、全体的に大規模な加筆が行われている」とのこと。作品集でなくシリーズ初の長編で（冒頭にも「ながいながい、王さまの話です」とある）、完全に番外編である。後に理論社へ譲渡、正規の第一シリーズに組み込まれたが、ページ数やサブタイトルなどが他のシリーズと合わないのはこのためである。和歌山の挿絵描き直しも旧版では外側のみで、本文中は実業之日本社版のまま、小学生文庫版と旧版の中間的・過渡的な作風で描かれている。講談社青い鳥文庫版・角川書店版・フォア文庫版では、理論社の新版より一足先に『魔法使いのチョモチョモ』の表記で出ている。
王さまかいぞくせん（1985年）
一冊で全1エピソード。
以後のシリーズは全て、本文中にカラーページを入れるなど、旧版よりカラフルになっている。

### 第一シリーズ新版
1998年 - 1999年に、ページ数を150ページ程度に減らして収録作品を再構成した（ただし「きんのたまごが6つある」は未収録）。表題作のタイトルが不統一なのはこの理由による。一部表記の漢字化、差別語などの修正もある。1999年版からは背表紙に小さく「新版」と書かれている。
ぞうのたまごのたまごやき
- ぞうのたまごのたまごやき
- しゃぼんだまのくびかざり
- ウソとホントの宝石ばこ

おしゃべりなたまごやき
- おしゃべりなたまごやき
- 木の上にベッド
- なんでもほしいほしがりや
- パクパクとバタバタ
- ニセモノばんざい
- わすれたわすれんぼ
- いいことないしょで
- 一つぶころりチョコレート
- 王さま動物園

ハアト星の花
- ハアト星の花
- ヤンコ星の雪
- ガルメ星のどく
- モルト星の石
- なんでもロボット
- ねずみが大さわぎ

たんじょう日のプレゼント
- たんじょう日のプレゼント
- カレンダーは日よう日
- たまごがいっぱい
- 見てはいけないたまごやき
- わるい子になりたい
- まほうのレンズ

めだまやきの化石
- めだまやきの化石
- 王さまめいたんてい
- 算数の時間です
- こいのぼりの空
- むくむくもこぞう

ひみつのフライパン
- ひみつのフライパン
- 王さまレストラン
- くじらのオムレツ
- 空をとんだトースト
- 王さまのくいしんぼう

たんけんたいと消防たい
- 王さまでかけましょう
- 王さまたんけんたい
- 時計がぐるぐる
- 王さましょうぼうたい

トランプは王さまぬき
- トランプは王さまぬき
- クジラのズボン
- 王さまパトロール
- なみだのピッチョン
- 王さまタクシー

とうめい人間の10時
- とうめい人間の10時
- ゆめの中でゆめ
- 王さまびっくり
- サーカスにはいった王さま

魔法使いのチョモチョモ
城や大臣たちが消えてしまうラストシーンは、修正されて悲惨色が薄くなった。ただし本当にとって付けただけの加筆なので、演出に矛盾がある。
王さまかいぞくせん

### 第二シリーズ
- 理論社は「王さまの本II」と命名している。
- ページ数は100ページ程度。字も大きくなり、第一シリーズより格段に話がスリムになっている。
- 第一シリーズでは王さまのわがままに大臣たちが振り回される話が多かったが、第二シリーズではいきなり不思議な世界に巻き込まれる話が多くなった。また従来ゲストキャラにはほとんど名前が無かったが、第二シリーズからは各巻に名前のあるゲストが登場する。
- 作品集でなく一冊で一つのエピソードとなり、全て4章構成。
- 王さまの第一人称が『わし』から『ぼく』に変更された。
- 厳密には上記三つの特徴は『王さまかいぞくせん』からその傾向が現れている。
- 和歌山の絵も微妙に変化しており、眼が大きく頭身が小さくなるなど、デフォルメが極端になっている。
- フォア文庫版は下記を刊行順に2本ずつ収録し、下記の奇数番号巻が表題作になっている。

1. 王さまなぞのピストル（1990年9月）
2. 王さまきえたゆびわ（1991年2月）
3. 王さまゆめのひまわり（1991年4月）
4. 王さまスパイじけん（1991年10月）
5. 王さまうらない大あたり（1992年3月）
6. 王さまなくした時間（1992年9月）
7. 王さまなぜなぜ戦争（1993年4月）
8. 王さまダイマの手紙（1993年10月）
9. 王さま魔法ゲーム（1994年4月）
10. 王さま魔女のひみつ（1994年9月）

### ぼくは王さまIII
一冊一エピソードシリーズ。書き下ろしと以前のシリーズからのシングルカット双方から作られている。ストーリーはさらに簡素になり、童話でなく絵本に近い。またレギュラーキャラにワン=大臣、ツー=コック、ホウ=博士（この名前は前述した「ぞうのたまごのたまごやき」から）、算数の先生=テン先生と名前がつき、チョモチョモも再登場した。
- 王さままほうが大すき（1995年4月） - 書き下ろし
- 王さまでかけましょう（1995年10月) - 再録
- 王さまくじらのズボン（1996年4月）
  - くじらのズボン - 再録
  - ゆめでカレーライス - 書き下ろし
- 王さまひみつのボタン（1996年11月） - 書き下ろし

### 王さまのカラー童話
第一シリーズ旧版までしか出ていなかったころ、「おしゃべりなたまごやき」「ぼくは王さまIII」以外にも、シングルカットと書き下ろし双方から作られた、絵本に近い形態の本が講談社から1971年 - 1972年に出ていた。和歌山の絵は比較的初期のため、王さまの服がガウンでなく、小学生文庫版と同じ、ズボンとタスキがけになっているのが特徴のひとつ。絶版となったが、2009年に理論社から「王さまのえほん」として再版。色とわかち書きが修正されている。
1. ぞうのたまごのたまごやき
2. にせものばんざい
3. カレンダーはにちようび - 書き下ろし
4. しゃぼんだまのくびかざり
5. びっくりしゃっくり - 書き下ろし

### 新・王さまえほん
2012年に理論社で刊行が開始された絵本シリーズ。
1. 王さまめいたんてい
2. たまごがいっぱい
3. 王さまレストラン

### ちいさな王さまシリーズ
いつものヒゲの大人の王さまでなく、小学校に通っており、どうみても王子様である小さな王さまが主人公。「勉強嫌いで学校にも行かない王さまが、もし学校に行ったら?」という発想が、このシリーズのヒントになった。大臣など他のレギュラーのキャラシフトはそのままだが、外見は全員変更されており、パラレルワールドと言える。1巻で懸垂式モノレールが開業したため、城から学校まではモノレール通学になっている。発表時期としては第一シリーズ新版と重なるが、キャラが違うため便宜上この位置にまとめた。
1. はらぺこ王さまふとりすぎ（1985年）
2. そっくり王さま大さわぎ（1985年）
3. うそつき王さまいぬをかう（1986年）
4. おりこう王さまおとしもの（1986年）
5. さむがり王さまおばけの子（1987年）
6. くやしい王さまがいこつじけん（1987年）
7. わすれた王さまうみのなか（1988年）
8. やくそく王さまたんじょうび（1989年）
9. あわてた王さまきしゃにのる（1989年）
10. まちがい王さま本になる（1990年）

フォア文庫
タイトルが微妙に変更されている。
- あわてた王さまきしゃにのる - この他のみ計4本、他は3本収録。
- 王さまがいこつじけん
- 王さまちびっこおばけ
- 王さまたんじょうパーティー

### その他の発行形態（番外編など）
おむくん とむくん（多田ヒロシ、あかね書房、1965年） → オムくん トムくん（和歌山静子、理論社、再版年度不明）
ストーリー自体は王さまシリーズではなく、寺村の長男と次男の名を借りた二人が主役だが、話の都合上、王さまや大臣がゲスト出演している。
消えた二ページ（理論社 後世の再版では表記が『消えた2ページ』となる）
王さまシリーズのような明るい作風でなく、児童心理のダークサイドを描いた暗い作風の代表作だが、劇中劇として「逃げだせ王さま」という話が登場している。話の雰囲気が王さまシリーズとは大きく異なるため、挿絵は中村宏が担当。後述の「全集・寺村輝夫童話」では王さまシリーズと共に収録されている。
寺村輝夫おはなしプレゼント 3 こまったおばさん それからどうした（講談社、1994年）
寺村の書き下ろしとこれまでの再録を全4巻にまとめたもので、各巻毎に異なる画家が挿絵を担当している。和歌山が挿絵を担当した3巻には、巻末に「王さま電話です」「電話にでるのやめた」が書き下ろされ、理論社以外で発表された最後の王さまシリーズである。ちなみに2巻は永井郁子が担当。
あいうえおうさま（1979年）
絵本にっぽん賞を受賞。
ことばあそびかるた 王さまかるた
この二点では、寺村は打ち合わせのみで、寺村作品の挿絵も描いた杉浦範茂が構成を行なっている。

### その他の発行形態（再録）
その概要は漫画などと比べても複雑を極める。現版では判明している限りのバージョン違いについて、可能な限り作品発表順に挙げている。なお、寺村の死後著作権を引き継いだ長男が、次男と共にこれまでの仕事を調査しまとめる構想を表明したが、息子は著述業や出版とは関係ないサラリーマンであり、本業との兼ね合いなど生活環境の都合もあって、構想は進んでいない。
- 紙芝居（教育画劇）
1960年代に発売され、確認されているタイトルは「ニセモノばんざい」「木の上にベッド」。和歌山の挿絵も版画調で今とかなり異なる。後に有名になる鈴木健二が読み方指導を担当している。この他に王さまシリーズではない作品として、同じ出版社から「ふたりのそうだん」（画 - 野々口重）、童心社からやはりアフリカ物の「くじらのしゃぼんだま」（画 - 水野二郎）が発売。
- ハアト星の花（挿絵 - 松島わきこ、盛光社、1967年）
「○○○星の○」で統一されたSF色が強いエピソード4編の内、 「ガルメ星のどく」「モルト星の石」「ハアト星の花」は、小学生文庫版よりもこの『そうさくS・F童話シリーズ』の方が、わずかながら先に収録された。『そうさくS・F童話シリーズ』で寺村が書いたのはこの一冊だけ。なお理論社の新版では表題作に再度『ハアト星の花』が使われている。
- おしゃべりなたまごやき（福音館書店、挿絵:長新太、1967年）
この話は福音館・長新太版が初出。長の描く王さまのデザインは、玉子のような丸っこい外見となり、長の作風の一つである大きなダンゴ鼻も加えられている。文藝春秋漫画賞を受賞。そしてこの『ハアト星の花』『おしゃべりなたまごやき』の二冊は次に、小学生文庫版『王さまばんざい』に収録、旧版で分割されたという変遷をたどる。
- ぞうのたまごのたまごやき（福音館書店、挿絵:長新太、1971年）
こちらは逆に理論社版が最初で、後からシングルカットされたもの。作者・画家・出版社が同じにも関わらず、こちらの王さまはとがった王冠をかぶった、威厳のある外見になっており、全く異なる魅力を持っている。
- まひるのライオン（岩崎書店、1973年）
これまでに寺村が書いた作品をアンソロジーとして再録したもの。「王さまびっくり」（おしゃべりなたまごやきを改題）、「しゃぼんだまのくびかざり」と、「オムくん トムくん」を収録。挿絵はやはり和歌山だが、寺村・和歌山コンビの中では唯一、他の書籍と異なるリアル気味な絵となっている。
- 寺村輝夫童話全集（ポプラ社、1982年）王さまの話I - V
- 全集・寺村輝夫童話（挿絵なし、1982年 - 2008年）
  1. 寺村輝夫のぼくは王さまはじめの全1冊
  2. 寺村輝夫のぼくは王さまつづきの全1冊
- ぼくは王さま全1冊（1985年）
- 講談社文庫 ぼくは王さま
  - 『ぼくは王さま』『王さまばんざい』を収録。
  - 『王さまロボット』『まほうつかいのチョモチョモ』を収録。このシリーズのみ『チョモチョモ』の収録順序が違う（第一シリーズでは最後から二番目）のは、前述通り当時はまだ、権利が理論社に譲渡されていなかったため。
  - 『王さまびっくり』『王さまめいたんてい』を収録。なお、この巻に出てくるとなりの国のお姫さまだけは、理論社版に比べ、瞳や服などの外見がけばけばしくなっている。

## アニメ

### OVA
| 原作                 | 寺村輝夫（作） 和歌山静子（絵） |
| 監督                 | 高木淳                          |
| 脚本                 | 植村更                          |
| キャラクターデザイン | 入好さとる                      |
| 美術                 | 千葉みどり                      |
| 音楽                 | 神尾憲一                        |
| アニメーション制作   | 日本アニメーション              |
| 製作                 | 東北新社、東映ビデオ            |

1996年に「TOEI Vキッズ・シリーズ」としてDVDアニメ化された。登場キャラの絵柄や名前などの設定は「ぼくは王さまIII」に近い。ただしとなりの国のお姫さまは、第一シリーズ旧版に近いデザインとなっている。チョモチョモが各エピソードの冒頭で狂言回しをつとめるが（この時の部屋の中には、寺村の趣味であるアフリカグッズが飾られていたり、脇に王さまシリーズの本が置いてあったりというお遊びが見られる）、劇中では余り関わらず、少し魔法を使うだけ。また呪文は「…ルーズル、ロー」に変更されている。
エピソード
各10分をDVD1枚に収録。
1. おしゃべりなたまごやき
2. たまごがいっぱい
3. 王さまタクシー
4. たんじょう日のプレゼント

### テレビアニメ
2013年2月6日にテレビアニメ化が発表され、同年4月より6月までBS11にて放送された。本編のナレーションは新井里美、「あいうえおうさま」のナレーションはチョー。第7回以降の本編は再放送となり、7月から9月までは同時間帯でのリピート放送を行った。また、2018年より同局で「あいうえおうさま」の再放送がプライムタイム中心に放送されている。

#### スタッフ
出典：
- 原作 - 寺村輝夫、和歌山静子
- 監督 - 堀内隆
- 助監督 - 原田祥子
- 音響監督・サウンドデザイナー - 山田稔
- プロデュース・企画 - リアルコーヒー
- プロデューサー - 土井美奈子、秋田愛一郎、和氣幸男、古神子広一
- アニメーションプロデューサー - 荒井英昌
- 企画協力 - 理論社
- キャラクターデザイン - 山崎真央
- 音楽 - 村松健
- アニメーション制作 - グラフィニカ
- 製作 - ぼくは王さま製作委員会2013（目時剛、内田克幸、堀徹、梶尾徹、伊藤暢啓）

#### 主題歌
「まいにちが日曜日だったらいいのに」
新井里美によるオープニングテーマ・エンディングテーマ。作曲は村松健。

#### 各話リスト
| 話数 | サブタイトル                   | 絵コンテ                       | 演出                           | あいうえおうさま                                   | あいうえおうさま                                             | 放送日        |
| 話数 | サブタイトル                   | 絵コンテ                       | 演出                           | 内容                                               | スタッフ                                                     | 放送日        |
| ---- | ------------------------------ | ------------------------------ | ------------------------------ | -------------------------------------------------- | ------------------------------------------------------------ | ------------- |
| 1    | ぞうのたまごのたまごやき       | 堀内隆                         | 堀内隆 木部さおり              | あさ いちご うた えび                              | 堀内隆 シュガーレスファクトリー sankaku 新里一磨             | 2013年 4月6日 |
| 2    | 王さまめいたんてい             | 石山タカ明                     | 堀内隆                         | おむれつ かーてん きしゃ くすり                    | 新里一磨 神田智孝 sankaku 神田智孝                           | 4月13日       |
| 3    | にせものばんざい               | 香川豊                         | 堀内隆 木部さおり              | けんか ここあ さーかす しーつ                      | フウシオスタジオ シュガーレスファクトリー sankaku 新里一磨   | 4月20日       |
| 4    | カレンダーはにちようび         | 中村啓                         | 堀内隆 木部さおり              | すきー せんたく ぞう たまご                        | フウシオスタジオ 神田智孝 sankaku 神田智孝                   | 4月27日       |
| 5    | たまごがいっぱい               | 石山タカ明                     | 堀内隆                         | ちゅーりっぷ つばめ てじな とらんぷ                | フウシオスタジオ シュガーレスファクトリー sankaku リポグラム | 5月4日        |
| 6    | しゃぼんだまのくびかざり       | 香川豊                         | 堀内隆 木部さおり              | なめくじ にわ ぬれた                               | フウシオスタジオ リポグラム sankaku                          | 5月11日       |
| 7    | ぞうのたまごのたまごやき（再） | ぞうのたまごのたまごやき（再） | ぞうのたまごのたまごやき（再） | ねまき のっぽ はだし ぴえろ                        | フウシオスタジオ シュガーレスファクトリー sankaku リポグラム | 5月18日       |
| 8    | 王さまめいたんてい（再）       | 王さまめいたんてい（再）       | 王さまめいたんてい（再）       | フウシオスタジオ 神田智孝 sankaku フウシオスタジオ | 5月25日                                                      |               |
| 9    | にせものばんざい（再）         | にせものばんざい（再）         | にせものばんざい（再）         | みずたま むし めじるし もも                        | フウシオスタジオ シュガーレスファクトリー sankaku リポグラム | 6月1日        |
| 10   | カレンダーはにちようび（再）   | カレンダーはにちようび（再）   | カレンダーはにちようび（再）   | やきゅう ゆき よそみ らくがき                      | フウシオスタジオ 神田智孝 sankaku フウシオスタジオ           | 6月8日        |
| 11   | たまごがいっぱい（再）         | たまごがいっぱい（再）         | たまごがいっぱい（再）         | りんご ごるふ れいぞうこ ろけっと                  | フウシオスタジオ シュガーレスファクトリー sankaku リポグラム | 6月15日       |
| 12   | しゃぼんだまのくびかざり（再） | しゃぼんだまのくびかざり（再） | しゃぼんだまのくびかざり（再） | わがまま おるがん うちゅうじん                     | フウシオスタジオ リポグラム sankaku                          | 6月22日       |

第12話の翌週（6月29日放送分）は「あいうえおうさま」のうち「あ」から「ぬ」まで、リピート放送第12話の翌週（9月28日放送分）は同じく「ね」から「ん」までを一挙放送。

#### 放送局
| 放送期間               | 放送時間          | 放送局 | 対象地域 | 備考   |
| ---------------------- | ----------------- | ------ | -------- | ------ |
| 2013年4月6日 - 6月22日 | 土曜 9:30 - 10:00 | BS11   | 日本全域 | BS放送 |

## その他のメディア化
ラジオドラマ化された他、「ウソとホントの宝石ばこ」「サーカスにはいった王さま」「ニセモノばんざい」「魔法使いのチョモチョモ」などが舞台劇化されている。「ウソとホントの宝石ばこ」は寺村の地元である田無で上演、7回の公演が全席満員になった。「ニセモノばんざい」では前半のヤマ場がオートバイレースだったが、劇ではこれを自転車に変更、舞台上で実際に自転車を乗り回した。